# Gangliòsid

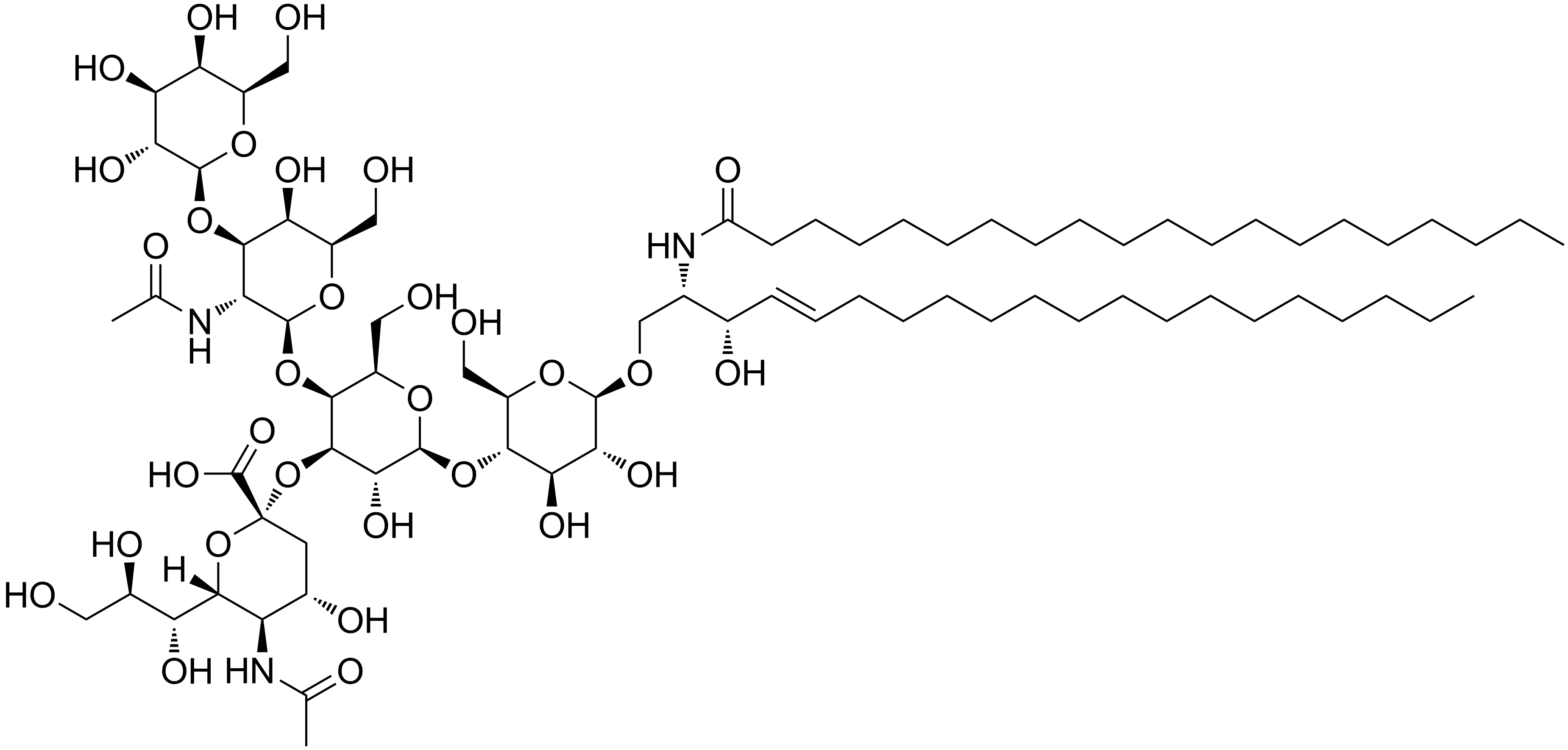
Estructura de gangliòsid GM1

El gangliòsid és una molècula formada per un glicoesfingolípid (una ceramida amb un oligosacàrid) amb un o més àcids siàlics (àcid n-acetilneuramínic, coneguts com a NANA) unit a la cadena de sucre. Els més de 60 gangliòsids coneguts es diferencien només en la posició i el nombre de residus de NANA.
És un component del plasma de la membrana de la cèl·lula i modula la traducció del senyal cel·lular. Sembla que es concentren en els lípids raft.
Recentment s'ha vist que són molt importants en immunologia. Els gangliòsids naturals i els semisintètics són considerats com a possible teràpia pels trastorns neurodegeneratius.
Els gangliòsids estan formats per glicoesfingolípids en els quals les cadenes d'oligosacàrids que contenen acid N-acetilneuramínic (NeuNAc) estan adjuntades a una ceramida. El NeuNAc, un acetil derivat del carbohidrat de l'àcid siàlic, fa els grups davanters dels gangliòsids aniònics.
NT: La M de GM2 significa monosial, és a dir, un residu de NeuNAc (per exemple, un residu de NeuNAc). El GM2 és el segon gangliòsid monosial caracteritzat, per això el número 2.
La seva diversitat estructural resulta de la variació en la composició i seqüenciació dels residus del sucre. En tots els gangliòsids, la ceramida està unida a través del seu C-1 al residu β-glucosil, el qual, al seu cop, està unit al residu β-galactosil. El nom de gangliòsid va ser aplicat en primera instància pel científic alemany Ernst Klenk el 1942 als lípids acabats d'aïllar de les cèl·lules ganglionars del cervell.

## Localització

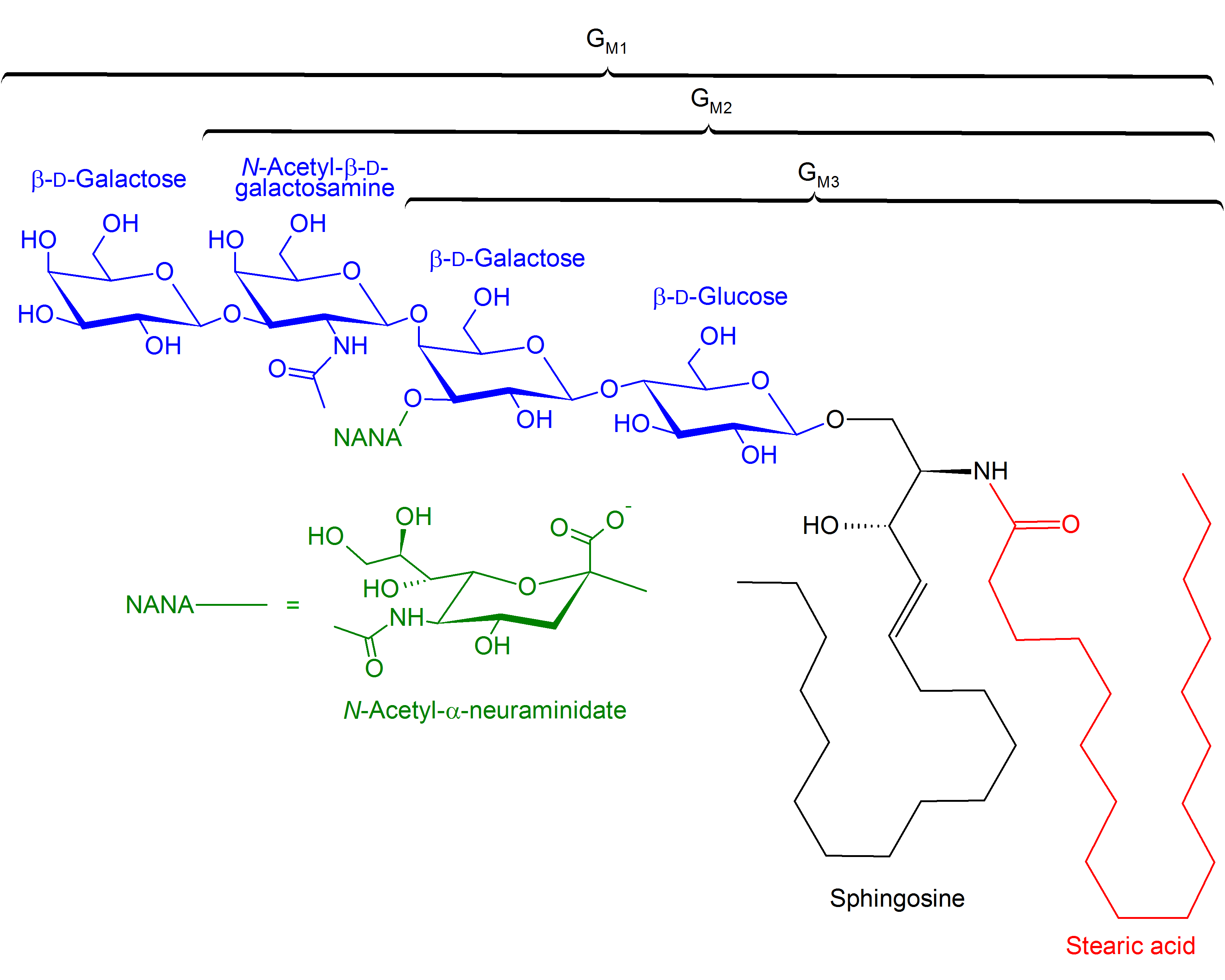
Estructures de GM1, GM2, GM3

Estan presents en les superfícies de la cèl·lula, amb dues de les cadenes hidrocarbonades de la ceramida fraccionadament incrustades en el plasma de la membrana i els oligosacàrids queden a la superfície extracel·lular.
Estan involucrats en diverses funcions, incloent-hi els contactes entre cèl·lules, la conductància dels ions i com a receptor.

## Funció
Els gangliòsids, els glicoesfingolípids i les glicoproteïnes trobats en la superfície de l'oligosacàrid van proveir les cèl·lules amb diferents marcadors de les capes que poden servir en el reconeixement cel·lular i la comunicació entre cèl·lules. Les estructures similars als antígens del grup sanguini ABO en les superfícies de les cèl·lules humanes poden ser components oligosacàrids de glicoesfingolípids a més d'estar units a proteïnes per formar glicoproteïnes.

## Gangliòsids comuns

### 1 NANA ("M")
- GM1
- GM2
- GM3

### 2 NANAs ("D")
- GD1a
- GD1b
- GD2
- GD3

### 3 NANAs ("T")
- GT1b

### 4 NANAs ("Q")
- GQ1

## Estructures dels gangliòsids comuns
- GM2-1 = aNeu5Ac(2-3)bDGalp(1-?)bDGalNAc(1-?)bDGalNAc(1-?)bDGlcp(1-1)Cer
- GM3 = aNeu5Ac(2-3)bDGalp(1-4)bDGlcp(1-1)Cer
- GM2,GM2a(?) = bDGalpNAc(1-4)[aNeu5Ac(2-3)]bDGalp(1-4)bDGlcp(1-1)Cer
- GM2b(?) = aNeu5Ac(2-8)aNeu5Ac(2-3)bDGalp(1-4)bDGlcp(1-1)Cer
- GM1,GM1a = bDGalp(1-3)bDGalNAc[aNeu5Ac(2-3)]bDGalp(1-4)bDGlcp(1-1)Cer
- asialo-GM1,GA1 = bDGalp(1-3)bDGalpNAc(1-4)bDGalp(1-4)bDGlcp(1-1)Cer
- asialo-GM2,GA2 = bDGalpNAc(1-4)bDGalp(1-4)bDGlcp(1-1)Cer
- GM1b = aNeu5Ac(2-3)bDGalp(1-3)bDGalNAc(1-4)bDGalp(1-4)bDGlcp(1-1)Cer
- GD3 = aNeu5Ac(2-8)aNeu5Ac(2-3)bDGalp(1-4)bDGlcp(1-1)Cer
- GD2 = bDGalpNAc(1-4)[aNeu5Ac(2-8)aNeu5Ac(2-3)]bDGalp(1-4)bDGlcp(1-1)Cer
- GD1a = aNeu5Ac(2-3)bDGalp(1-3)bDGalNAc(1-4)[aNeu5Ac(2-3)]bDGalp(1-4)bDGlcp(1-1)Cer
- GD1alpha = aNeu5Ac(2-3)bDGalp(1-3)bDGalNAc(1-4)[aNeu5Ac(2-6)]bDGalp(1-4)bDGlcp(1-1)Cer
- GD1b = bDGalp(1-3)bDGalNAc(1-4)[aNeu5Ac(2-8)aNeu5Ac(2-3)]bDGalp(1-4)bDGlcp(1-1)Cer
- GT1a = aNeu5Ac(2-8)aNeu5Ac(2-3)bDGalp(1-3)bDGalNAc(1-4)[aNeu5Ac(2-3)]bDGalp(1-4)bDGlcp(1-1)Cer
- GT1,GT1b = aNeu5Ac(2-3)bDGalp(1-3)bDGalNAc(1-4)[aNeu5Ac(2-8)aNeu5Ac(2-3)]bDGalp(1-4)bDGlcp(1-1)Cer
- OAc-GT1b = aNeu5Ac(2-3)bDGalp(1-3)bDGalNAc(1-4)aXNeu5Ac9Ac(2-8)aNeu5Ac(2-3)]bDGalp(1-4)bDGlcp(1-1)Cer
- GT1c = bDGalp(1-3)bDGalNAc(1-4)[aNeu5Ac(2-8)aNeu5Ac(2-8)aNeu5Ac(2-3)]bDGalp(1-4)bDGlcp(1-1)Cer
- GT3 = aNeu5Ac(2-8)aNeu5Ac(2-8)aNeu5Ac(2-3)bDGal(1-4)bDGlc(1-1)Cer
- GQ1b = aNeu5Ac(2-8)aNeu5Ac(2-3)bDGalp(1-3)bDGalNAc(1-4)[aNeu5Ac(2-8)aNeu5Ac(2-3)]bDGalp(1-4)bDGlcp(1-1)Cer
- GGal = aNeu5Ac(2-3)bDGalp(1-1)Cer

On:
- aNeu5Ac = àcid 5-acetil-α-neuramínic
- aNeu5Ac9Ac = àcid 5,9-diacetil-α-neuramínic
- bDGalp = β-D-galactopiranosa
- bDGalpNAc = N-acetil-β-D-galactopiranosa
- bDGlcp = β-D-glucopiranosa
- Cer = ceramida (N-acetil esfingoid generalment)

## Patobiologia

### Gangliosidases
Les mutacions en gens que codifiquen per enzims del metabolisme dels gangliòsids causa severes malalties d'emmagatzemament de lípids anomenats gangliosidosi, que afecta els gangliòsids GM1 i els gangliòsids GM2 (malaltia Tay-Sachs i malaltia Sandhoff). El funcionament de les β-galactosidases (GM1) o hexosaminidases (GM2) causa l'acumulació de gangliòsids en els lisosomes (malaltia d'emmagatzemament lisosomal) de moltes cèl·lules (macròfags, neurones), pertorbant les seves funcions.

### Varis
Els gangliòsids estan també involucrats en moltes malalties:
- Hemaglutinina del virus Influenza fa explotar certs gangliòsids per entrar i infecten les cèl·lules expressant-se.
- Malaltia Tay-Sachs: Involucra una acumulació de gangliòsids degut a la no funcionalitat de l'hexosaminidasa B-N-acetil.
- Síndrome de Guillain-Barré: Ha estat connectat a la producció d'anticossos de gangliòsids.
- Toxina de la Còlera.
- Clostridium tetani.